# Голик, Юрий Юрьевич
Юрий Юрьевич Голик (укр. Юрій Юрійович Голик; 21 декабря 1977, Луганск, УССР) — украинский предприниматель, политический консультант и бывший советник главы Днепропетровской областной государственной администрации. Советник премьер-министра Украины (2019—2020). Известен активным участием в реализации государственной программы «Большое строительство» и коммуникационной поддержкой инфраструктурных проектов при содействии Офиса Президента Украины. Его деятельность сопровождалась рядом коррупционных скандалов, журналистских расследований и критикой со стороны СМИ и общественности. Имеет родственные связи в России, что вызвало отдельное внимание после начала полномасштабного вторжения РФ в Украину.

## Биография
Юрий Голик родился в Луганске 21 декабря 1977 года. 
В 1994 году окончил среднюю школу №20, а в 1999 — Восточноукраинский национальный университет по специальности «Финансы и кредит». 

### Карьера
В 2015—2019 годах был советником главы Днепропетровской ОГА Валентина Резниченко и участвовал в инфраструктурных проектах региона. В 2019—2020 годах — советник премьер-министра Алексея Гончарука. 
В 2020 году стал координатором информационного сопровождения программы «Большое строительство», инициированной Офисом Президента Украины. Также с 2019 года возглавляет программу в аналитическом центре «Украинского института будущего» (UIF).
В июле 2020 года Голик вошёл в президиум Еврейской конфедерации Украины.

## Влияние в медиа и государственной политике

### Регулярные визиты в Офис Президента без официального статуса
Несмотря на отсутствие официальной должности в Офисе Президента Украины, Юрий Голик регулярно посещал административное здание на улице Банковой в Киеве. В августе 2023 года журналисты Bihus.Info зафиксировали, как автомобиль Голика неоднократно проезжал через блокпосты у здания Офиса Президента без остановки, что обычно невозможно без специального разрешения. Сам Голик объяснил своё присутствие в этом районе тем, что якобы арендовал квартиру поблизости, однако не предоставил чётких объяснений относительно характера и частоты своих визитов в Офис Президента.
Отдельные источники в СМИ и среди политических обозревателей утверждают, что Голик сохранял неформальное влияние на информационную политику государственных инфраструктурных проектов, в частности «Большое строительство», даже после завершения своего официального участия. Ему также приписывают участие в формировании коммуникационных стратегий, координацию отдельных медиакампаний и неофициальные консультации с представителями центральной власти.

## Критика и расследования

### Коррупционные схемы в дорожном строительстве
В 2022 году журналисты «Радио Свобода» в программе «Схемы: коррупция в деталях» опубликовали расследование, которое выявило коррупционные схемы при реализации государственной программы «Большое строительство» в Днепропетровской области.
Согласно материалам расследования, Юрий Голик, который в этот период занимал должность советника главы Днепропетровской ОГА Валентина Резниченко и координатора информационного сопровождения программы, играл ключевую роль в содействии компании «Будинвест Инжиниринг» в получении государственных подрядов на общую сумму около 1,5 миллиарда гривен.
Журналисты установили, что Голик поддерживал тесные рабочие и личные связи с Яной Хлантой — фитнес-тренером и близкой соратницей Резниченко, которая, по данным расследования, является соучредительницей «Будинвест Инжиниринг». Совместные поездки за границу и регулярные контакты между Голиком, Хлантой и Резниченко свидетельствуют о наличии координации действий с целью обеспечения выгодных контрактов компании.
Кроме того, журналисты зафиксировали многочисленные финансовые операции, которые, вероятно, служили инструментом для отмывания бюджетных средств. Роль Голика в этих схемах заключалась в посредничестве между властными структурами и коммерческой компанией, а также в информационном сопровождении, что создавало благоприятный фон для реализации коррупционных действий.
После выхода расследования Национальное антикоррупционное бюро Украины (НАБУ) и Специализированная антикоррупционная прокуратура (САП) начали уголовное производство по факту злоупотребления служебным положением. В декабре 2022 года детективы провели обыски у Юрия Голика.
Данное дело вызвало широкий общественный резонанс и стало примером системных проблем с прозрачностью и ответственностью при реализации крупных государственных инфраструктурных проектов.

### Утечка информации из НАБУ
В июне 2024 года журналисты Bihus.Info опубликовали расследование, согласно которому Юрий Голик получал конфиденциальную информацию из Национального антикоррупционного бюро Украины (НАБУ) через посредника — советника Офиса Президента Георгия Биркадзе.
Согласно материалам расследования, содержимое телефона Голика включало сообщения от Биркадзе, содержащие данные досудебных расследований НАБУ, в частности внутренние документы, постановления и скриншоты переписок. Журналисты также предположили, что Биркадзе мог самостоятельно создавать сообщения, выдавая их за информацию от высокопоставленных сотрудников НАБУ, и передавать их Голику.
В ответ на эти публикации директор НАБУ Семен Кривонос сообщил о начале досудебного расследования и двух служебных расследований по факту возможной утечки информации из Бюро.
В мае 2024 года Специализированная антикоррупционная прокуратура и Национальная полиция провели обыски у сотрудника НАБУ по подозрению в разглашении данных досудебного расследования, которые касались, в том числе, Юрия Голика.

### Злоупотребление влиянием при тендерах «Большого строительства»
В 2024 году во время обысков у Юрия Голика детективы НАБУ изъяли его мобильные телефоны. В ходе анализа содержимого устройств журналисты Bihus.Info обнаружили переписку между Голиком и бизнесменом Денисом Островским, бывшим владельцем строительной компании «СК «Стройинвест». Эта компания с 2016 года получила от государства почти 4,5 миллиарда гривен на выполнение работ, в том числе в рамках программы «Большое строительство».
В переписке, предположительно датированной 2021 годом, отправитель, идентифицированный как Голик, дает указания по получению субвенций и требует отчеты о выполнении работ на конкретных объектах. Тональность сообщений указывает на подчинённое положение Островского. Впоследствии, в ноябре, «Стройинвест» выиграл тендер на строительство дома культуры в Каневе Черкасской области.
Журналисты отмечают, что активное получение государственных заказов компанией «Стройинвест» началось после прихода команды Резниченко-Голика к власти в Днепропетровской области, а затем — в рамках программы «Большое строительство», что свидетельствует о возможном конфликте интересов и злоупотреблении служебным положением.

### Использование волонтёрского статуса для выезда за границу
В июне 2024 года стало известно, что Юрий Голик выехал за пределы Украины, получив разрешение от Днепропетровской областной военной администрации через систему «Шлях» как волонтёр.

### Скандал вокруг водопровода в Кривом Роге
В 2025 году вокруг деятельности Юрия Голика разразился скандал, связанный со строительством магистрального водопровода «Ингулец — Южное водохранилище» в Кривом Роге. По данным журналистского расследования, в ходе реализации проекта стоимостью 7,7 млрд грн были выявлены возможные нарушения: завышение стоимости работ, строительство технически необоснованной третьей насосной станции, использование дополнительных труб без соответствующих гидравлических расчётов, а также значительное увеличение логистических затрат. Общая сумма предполагаемых переплат, по оценкам журналистов, превышала 3 млрд грн.
По данным «РБК-Украина», подрядчиком проекта выступала компания «Автомагистраль-Юг», которую связывают с Юрием Голиком и Александром Бойко. В связи с выявленными фактами Главное следственное управление Национальной полиции Украины открыло уголовное производство по статьям о злоупотреблении служебным положением и отмывании средств.
Согласно сообщению Национальной полиции Украины от 19 июня 2025 года, общая сумма государственных средств, выделенных на строительство данного водопровода, превысила 7,4 млрд грн, из которых подтверждено хищение более 240 млн грн; при этом общие убытки, по оценке правоохранительных органов, могут достигать нескольких миллиардов гривен. По данным следствия, мошенническая схема заключалась в значительном завышении стоимости строительных материалов — местами до 50 % — через аффилированных поставщиков, что позволило осуществить отмывание бюджетных средств через подконтрольные компании. На основании собранных доказательств пятерым фигурантам было объявлено о подозрении в совершении преступлений. В случае признания вины им грозит до двенадцати лет лишения свободы с конфискацией имущества.
Генеральный прокурор Украины Руслан Кравченко в ответ на обращение компании «Автомагистраль‑Південь» 28 июня 2025 года заявил, что лично разбирался в деталях уголовного производства, и признал все выдвинутые обвинения законными, обоснованными и подтверждёнными результатами судебных экспертиз. Он также отметил, что ход расследования остаётся беспристрастным, а при необходимости будет проведена комплексная экспертиза. Гарантирован аудит всех уголовных дел в инфраструктурном секторе, и лица, виновные в коррупции, будут привлечены к ответственности, тогда как необоснованные обвинения — опровергнуты.

## Семья

### Родственные связи в России
Согласно открытым источникам, отец Юрия Голика является гражданином Российской Федерации, проживает в Москве и работает в Генеральной прокуратуре РФ. Сам Юрий Голик неоднократно посещал отца после 2014 года, что вызывает обеспокоенность по поводу возможного конфликта интересов, учитывая его роль в реализации государственной программы «Большое строительство».